# Xenia medusoides
Xenia medusoides är en korallart som beskrevs av May 1899. Xenia medusoides ingår i släktet Xenia och familjen Xeniidae. Inga underarter finns listade i Catalogue of Life.